# Anthracoceros montani
El cálao de las Sulu (Anthracoceros montani) es una especie de ave bucerotiforme de la familia Bucerotidae.

## Descripción
Incluida la cola mide 71 cm de largo, sus alas poseen una envergadura de 31 cm. En esta especie, en contraste con la mayoría de las otras especies de cálao, el macho es muy similar a la hembra. El cálao de las Sulu es totalmente negro, su parte superior tiene un brillo verdoso. La cola es de color blanco. Su pico es negro. La piel alrededor de los ojos y la parte superior del cuello es de color blanco. Los ojos del macho son de color blanco y los de la hembra son pardos. Las patas son de color gris-negro.

## Distribución y hábitat
Es endémico de las Filipinas. Su hábitat natural son los bosques montanos húmedos subtropicales o tropicales. Se encuentra amenazado por pérdida de hábitat.